# Armac (motorfiets)

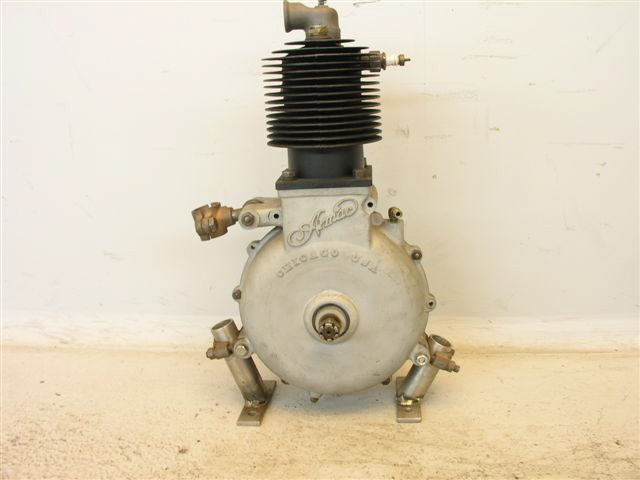
Armac motorblok (ca. 1911)

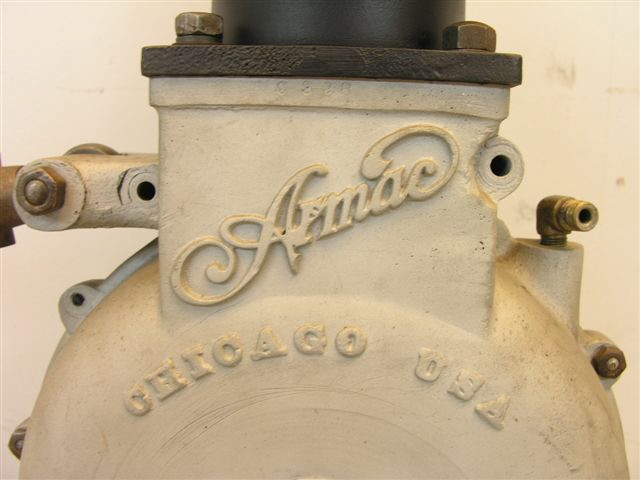
Het Armac-logo op bovenstaand motorblok

Armac is een historisch Amerikaans merk van motorfietsen.
De bedrijfsnaam was: Armac Motor Company, Chicago (Illinois).
Onder dit merk maakte men vanaf 1911 niet minder dan 14 verschillende modellen met 4pk-eencilinders en 7pk-V-twins, hoewel de productieaantallen klein bleven. In 1912 werd het bedrijf overgenomen door de Allied Motor Corporation, eveneens gevestigd in Chicago.